# 韩宣惠王
韓宣惠王（？—前312年），或稱韓威侯，名康，戰國時期韓國君主，韓侯之子，在位21年。

## 生平
前325年魏惠王與韓威侯在巫沙會面，並尊韓威侯為王。
前323年韓威侯响应公孙衍「五国相王行动」，正式稱王，為韓宣惠王。
前312年联同魏攻楚，至鄧。
曾有太子奂，后有太子仓，未详太子奂是被废或去世。后来太子仓继位为韩襄王。
| 前任： 父韓侯 | 韓國君主 前333年-前312年 | 繼任： 子韓襄王 |